# Brian Bagnall (Cartoonist)
Brian Bagnall (* 22. April 1921 in Crumpsall, Manchester; † 11. August 2004) war ein britischer Cartoonist, Illustrator und Buchautor.
Bagnall studierte bis 1938 am Xaverian College in Manchester, wo seine ersten Cartoons entstanden. 1944 bis 1945 war Bagnall in deutscher Kriegsgefangenschaft. 1946 bis 1952 studierte er an der Liverpool University School of Architecture und arbeitete danach als Architekt. Von 1957 bis 1980 arbeitete er als Vertriebsdirektor für Bison Concrete.
Ab 1980 arbeitete Bagnall als selbstständiger Cartoonist und Illustrator. Seine Zeichnungen erschienen ab 1982 in Private Eye, außerdem in History Today, Boz, The Spectator, Punch, Oldie, Observer und anderen englischen Zeitschriften.